# Kremlin Cup
La Kremlin Cup è stato un torneo annuale di tennis che si teneva ogni autunno presso l' Ice Palace Krylatskoye di Mosca, Russia.
La competizione maschile era un evento dell'ATP Tour, mentre quella femminile faceva parte del WTA Tour. Nel 2003 è stato votato come miglior torneo di categoria.

## Storia
La Kremlin Cup, fondata nel 1990 dall'uomo di affari svizzero Sasson Kakshouri, è il primo torneo professionistico che ha avuto luogo in Russia e, nelle prime edizioni, era riservato solo alle competizioni maschili. La prima edizione femminile risale al 1996.
I premi in palio, dal 1990 al 1993 erano di circa 333.000-350.000 dollari, mentre dal 1994 la cifra ha superato il 1.000.000 di dollari.
Le partite si disputarono sul sintetico indoor fino al 2006. Dall'edizione del 2007 si gioca sul cemento indoor. L'edizione del 2020 non viene disputata a causa della pandemia di COVID-19.
L'edizioni 2022, 2023, e 2024 sono state cancellate per l'invasione russa dell'Ucraina.

## Albo d'oro

### Maschile

#### Singolare
| Anno                         | Campione                                       | Finalista                                      | Punteggio                                      |
| ---------------------------- | ---------------------------------------------- | ---------------------------------------------- | ---------------------------------------------- |
| ↓ ATP World Series ↓         |                                                |                                                |                                                |
| 1990                         | Andrej Čerkasov (1)                            | Tim Mayotte                                    | 6–2, 6–1                                       |
| 1991                         | Andrej Čerkasov (2)                            | Jakob Hlasek                                   | 7–6(2), 3–6, 7–6(5)                            |
| 1992                         | Marc Rosset (1)                                | Carl-Uwe Steeb                                 | 6–2, 6–2                                       |
| 1993                         | Marc Rosset (2)                                | Patrik Kühnen                                  | 6–4, 6–3                                       |
| 1994                         | Aleksandr Volkov                               | Chuck Adams                                    | 6–2, 6–4                                       |
| 1995                         | Carl-Uwe Steeb                                 | Daniel Vacek                                   | 7–6(5), 3–6, 7–6(6)                            |
| 1996                         | Goran Ivanišević                               | Evgenij Kafel'nikov                            | 3–6, 6–1, 6–3                                  |
| 1997                         | Evgenij Kafel'nikov (1)                        | Petr Korda                                     | 7–6(2), 6–4                                    |
| ↓ ATP International Series ↓ |                                                |                                                |                                                |
| 1998                         | Evgenij Kafel'nikov (2)                        | Goran Ivanišević                               | 7–6(2), 7–6(5)                                 |
| 1999                         | Evgenij Kafel'nikov (3)                        | Byron Black                                    | 7–6(2), 6–4                                    |
| 2000                         | Evgenij Kafel'nikov (4)                        | David Prinosil                                 | 6–2, 7–5                                       |
| 2001                         | Evgenij Kafel'nikov (5)                        | Nicolas Kiefer                                 | 6–4, 7–5                                       |
| 2002                         | Paul-Henri Mathieu                             | Sjeng Schalken                                 | 4–6, 6–2, 6–0                                  |
| 2003                         | Taylor Dent                                    | Sargis Sargsian                                | 7–6(5), 6–4                                    |
| 2004                         | Nikolaj Davydenko (1)                          | Greg Rusedski                                  | 3–6, 6–3, 7–5                                  |
| 2005                         | Igor' Andreev                                  | Nicolas Kiefer                                 | 5–7, 7–6(3), 6–2                               |
| 2006                         | Nikolaj Davydenko (2)                          | Marat Safin                                    | 6–4, 5–7, 6–4                                  |
| 2007                         | Nikolaj Davydenko (3)                          | Paul-Henri Mathieu                             | 7–5, 7–6(9)                                    |
| ↓ ATP 250 ↓                  |                                                |                                                |                                                |
| 2008                         | Igor' Kunicyn                                  | Marat Safin                                    | 7–6(6), 6(4)–7, 6–3                            |
| 2009                         | Mikhail Jouzny                                 | Janko Tipsarević                               | 6(5)–7, 6–0, 6–4                               |
| 2010                         | Viktor Troicki                                 | Marcos Baghdatis                               | 3–6, 6–4, 6–3                                  |
| 2011                         | Janko Tipsarević                               | Viktor Troicki                                 | 6–4, 6–2                                       |
| 2012                         | Andreas Seppi                                  | Thomaz Bellucci                                | 3–6, 7–6(3), 6–3                               |
| 2013                         | Richard Gasquet                                | Michail Kukuškin                               | 4–6, 6–4, 6–4                                  |
| 2014                         | Marin Čilić (1)                                | Roberto Bautista Agut                          | 6–4, 6–4                                       |
| 2015                         | Marin Čilić (2)                                | Roberto Bautista Agut                          | 6–4, 6–4                                       |
| 2016                         | Pablo Carreño Busta                            | Fabio Fognini                                  | 4–6, 6–3, 6–2                                  |
| 2017                         | Damir Džumhur                                  | Ričardas Berankis                              | 6–2, 1–6, 6–4                                  |
| 2018                         | Karen Khachanov                                | Adrian Mannarino                               | 6–2, 6–2                                       |
| 2019                         | Andrey Rublev                                  | Adrian Mannarino                               | 6–4, 6–0                                       |
| 2020                         | Annullato per la pandemia di Coronavirus       | Annullato per la pandemia di Coronavirus       | Annullato per la pandemia di Coronavirus       |
| 2021                         | Aslan Karacev                                  | Marin Čilić                                    | 6–2, 6–4                                       |
| 2022- 2024                   | Cancellato per l' invasione russa dell'Ucraina | Cancellato per l' invasione russa dell'Ucraina | Cancellato per l' invasione russa dell'Ucraina |

#### Doppi
| Anno                         | Vincitori                                      | Finalisti                                      | Punteggio                                      |
| ---------------------------- | ---------------------------------------------- | ---------------------------------------------- | ---------------------------------------------- |
| ↓ ATP World Series ↓         |                                                |                                                |                                                |
| 1990                         | Hendrik Jan Davids Paul Haarhuis (1)           | John Fitzgerald Anders Järryd                  | 6–4, 7–6                                       |
| 1991                         | Eric Jelen Carl-Uwe Steeb                      | Andrej Čerkasov Aleksandr Volkov               | 6–4, 7–6                                       |
| 1992                         | Marius Barnard John-Laffnie de Jager           | David Adams Andrej Ol'chovskij                 | 6–4, 3–6, 7–6                                  |
| 1993                         | Jacco Eltingh (1) Paul Haarhuis (2)            | Jan Apell Jonas Björkman                       | 6–1, rit.                                      |
| 1994                         | Jacco Eltingh (2) Paul Haarhuis (3)            | David Adams Andrej Ol'chovskij                 | walkover                                       |
| 1995                         | Byron Black Jared Palmer (1)                   | Tommy Ho Brett Steven                          | 6–4, 3–6, 6–3                                  |
| 1996                         | Rick Leach Andrej Ol'chovskij                  | Jiří Novák David Rikl                          | 4–6, 6–1, 6–2                                  |
| 1997                         | Martin Damm Cyril Suk                          | David Adams Fabrice Santoro                    | 6–4, 6–3                                       |
| ↓ ATP International Series ↓ |                                                |                                                |                                                |
| 1998                         | Jared Palmer (2) Jeff Tarango                  | Evgenij Kafel'nikov Daniel Vacek               | 6–4, 6–7, 6–2                                  |
| 1999                         | Justin Gimelstob Daniel Vacek                  | Andrij Medvedjev Marat Safin                   | 6–2, 6–1                                       |
| 2000                         | Jonas Björkman David Prinosil                  | Jiří Novák David Rikl                          | 6–2, 6–3                                       |
| 2001                         | Maks Mirny(1) Sandon Stolle                    | Mahesh Bhupathi Jeff Tarango                   | 6–3, 6–0                                       |
| 2002                         | Roger Federer Maks Mirny (2)                   | Joshua Eagle Sandon Stolle                     | 6–4, 7–6(0)                                    |
| 2003                         | Mahesh Bhupathi Maks Mirny (3)                 | Wayne Black Kevin Ullyett                      | 6–3, 7–5                                       |
| 2004                         | Igor' Andreev Nikolaj Davydenko                | Mahesh Bhupathi Jonas Björkman                 | 3–6, 6–3, 6–4                                  |
| 2005                         | Maks Mirny (4) Michail Južnyj                  | Igor' Andreev Nikolaj Davydenko                | 6–1, 6–1                                       |
| 2006                         | Fabrice Santoro Nenad Zimonjić                 | František Čermák Jaroslav Levinský             | 6–1, 7–5                                       |
| 2007                         | Marat Safin Dmitrij Tursunov (1)               | Tomáš Cibulec Lovro Zovko                      | 6–4, 6–2                                       |
| 2008                         | Serhij Stachovs'kyj Potito Starace             | Stephen Huss Ross Hutchins                     | 7–6(4), 2–6, [10–6]                            |
| ↓ ATP 250 ↓                  |                                                |                                                |                                                |
| 2009                         | Pablo Cuevas Marcel Granollers                 | František Čermák Michal Mertiňák               | 4–6, 7–5, [10–8]                               |
| 2010                         | Igor' Kunicyn Dmitrij Tursunov (2)             | Janko Tipsarević Viktor Troicki                | 7–6(8), 6–3                                    |
| 2011                         | František Čermák (1) Filip Polášek             | Carlos Berlocq David Marrero                   | 6–3, 6–1                                       |
| 2012                         | František Čermák (2) Michal Mertiňák           | Simone Bolelli Daniele Bracciali               | 7–5, 6–3                                       |
| 2013                         | Michail Elgin Denis Istomin                    | Ken Skupski Neal Skupski                       | 6–2, 1–6, [14–12]                              |
| 2014                         | František Čermák (3) Jiří Veselý               | Samuel Groth Chris Guccione                    | 7–6(2), 7–5                                    |
| 2015                         | Andrej Rublëv Dmitrij Tursunov (3)             | Radu Albot František Čermák                    | 2–6, 6–1, [10–6]                               |
| 2016                         | Juan Sebastián Cabal Robert Farah              | Julian Knowle Jürgen Melzer                    | 7–5, 4–6, [10–5]                               |
| 2017                         | Maks Mirny (5) Philipp Oswald                  | Damir Džumhur Antonio Šančić                   | 6–3, 7–5                                       |
| 2018                         | Austin Krajicek Rajeev Ram                     | Maks Mirny Philipp Oswald                      | 7–6(4), 6–4                                    |
| 2019                         | Marcelo Demoliner Matwé Middelkoop (1)         | Simone Bolelli Andrés Molteni                  | 6–1, 6–2                                       |
| 2020                         | Annullato per la pandemia di Coronavirus       | Annullato per la pandemia di Coronavirus       | Annullato per la pandemia di Coronavirus       |
| 2021                         | Harri Heliövaara Matwé Middelkoop (2)          | Tomislav Brkić Nikola Ćaćić                    | 7–6, 4–6, [11–9]                               |
| 2022- 2024                   | Cancellato per l' invasione russa dell'Ucraina | Cancellato per l' invasione russa dell'Ucraina | Cancellato per l' invasione russa dell'Ucraina |

### Femminile

#### Singolare
| Anno         | Campionessa                                    | Finalista                                      | Punteggio                                      |
| ------------ | ---------------------------------------------- | ---------------------------------------------- | ---------------------------------------------- |
| ↓ Tier III ↓ |                                                |                                                |                                                |
| 1996         | Conchita Martínez                              | Barbara Paulus                                 | 6–1, 4–6, 6–4                                  |
| ↓ Tier I ↓   |                                                |                                                |                                                |
| 1997         | Jana Novotná                                   | Ai Sugiyama                                    | 6–3, 6–4                                       |
| 1998         | Mary Pierce (1)                                | Monica Seles                                   | 7–6(2), 6–3                                    |
| 1999         | Nathalie Tauziat                               | Barbara Schett                                 | 2–6, 6–4, 6–1                                  |
| 2000         | Martina Hingis                                 | Anna Kurnikova                                 | 6–3, 6–1                                       |
| 2001         | Jelena Dokić                                   | Elena Dement'eva                               | 6–3, 6–3                                       |
| 2002         | Magdalena Maleeva                              | Lindsay Davenport                              | 5–7, 6–3, 7–6(4)                               |
| 2003         | Anastasija Myskina (1)                         | Amélie Mauresmo                                | 6–2, 6–4                                       |
| 2004         | Anastasija Myskina (2)                         | Elena Dement'eva                               | 7–5, 6–0                                       |
| 2005         | Mary Pierce (2)                                | Francesca Schiavone                            | 6–4, 6–3                                       |
| 2006         | Anna Čakvetadze                                | Nadia Petrova                                  | 6–4, 6–4                                       |
| 2007         | Elena Dement'eva                               | Serena Williams                                | 5–7, 6–1, 6–1                                  |
| 2008         | Jelena Janković                                | Vera Zvonarëva                                 | 6–2, 6–4                                       |
| ↓ Premier ↓  |                                                |                                                |                                                |
| 2009         | Francesca Schiavone                            | Ol'ga Govorcova                                | 6–3, 6–0                                       |
| 2010         | Viktoryja Azaranka                             | Marija Kirilenko                               | 6–3, 6–4                                       |
| 2011         | Dominika Cibulková                             | Kaia Kanepi                                    | 3–6, 7–6(1), 7–5                               |
| 2012         | Caroline Wozniacki                             | Samantha Stosur                                | 6–2, 4–6, 7–5                                  |
| 2013         | Simona Halep                                   | Samantha Stosur                                | 7–6(1), 6–2                                    |
| 2014         | Anastasija Pavljučenkova                       | Irina-Camelia Begu                             | 6–4, 5–7, 6–1                                  |
| 2015         | Svetlana Kuznetsova (1)                        | Anastasija Pavljučenkova                       | 6–2, 6–1                                       |
| 2016         | Svetlana Kuznetsova (2)                        | Daria Gavrilova                                | 6–2, 6–1                                       |
| 2017         | Julia Görges                                   | Daria Kasatkina                                | 6–1, 6–2                                       |
| 2018         | Daria Kasatkina                                | Ons Jabeur                                     | 2–6, 7–6(3), 6–4                               |
| 2019         | Belinda Bencic                                 | Anastasija Pavljučenkova                       | 3–6, 6–1, 6–1                                  |
| 2020         | Annullato per la pandemia di Coronavirus       | Annullato per la pandemia di Coronavirus       | Annullato per la pandemia di Coronavirus       |
| ↓ WTA 500 ↓  |                                                |                                                |                                                |
| 2021         | Anett Kontaveit                                | Ekaterina Aleksandrova                         | 4–6, 6–4, 7–5                                  |
| 2022- 2024   | Cancellato per l' invasione russa dell'Ucraina | Cancellato per l' invasione russa dell'Ucraina | Cancellato per l' invasione russa dell'Ucraina |

#### Doppio
| Anno         | Campionesse                                    | Finaliste                                      | Punteggio                                      |
| ------------ | ---------------------------------------------- | ---------------------------------------------- | ---------------------------------------------- |
| ↓ Tier III ↓ |                                                |                                                |                                                |
| 1996         | Natalija Medvedjeva Larisa Neiland             | Silvia Farina Elia Barbara Schett              | 7–6, 4–6, 6–1                                  |
| ↓ Tier I ↓   |                                                |                                                |                                                |
| 1997         | Arantxa Sánchez Vicario Nataša Zvereva (1)     | Yayuk Basuki Caroline Vis                      | 5–3 fermata                                    |
| 1998         | Mary Pierce Nataša Zvereva (2)                 | Lisa Raymond Rennae Stubbs                     | 6–3, 6–4                                       |
| 1999         | Lisa Raymond (1) Rennae Stubbs                 | Julie Halard-Decugis Anke Huber                | 6–1, 6–0                                       |
| 2000         | Julie Halard-Decugis Ai Sugiyama               | Martina Hingis Anna Kurnikova                  | 4–6, 6–4, 7–6(5)                               |
| 2001         | Martina Hingis (1) Anna Kurnikova              | Elena Dement'eva Lina Krasnoruckaja            | 7–6(1), 6–3                                    |
| 2002         | Elena Dement'eva Janette Husárová              | Jelena Dokić Nadia Petrova                     | 2–6, 6–3, 7–6(3)                               |
| 2003         | Nadia Petrova (1) Meghann Shaughnessy          | Anastasija Myskina Vera Zvonarëva              | 6–3, 6–4                                       |
| 2004         | Anastasija Myskina Vera Zvonarëva              | Virginia Ruano Paola Suárez                    | 6–3, 4–6, 6–2                                  |
| 2005         | Lisa Raymond (2) Samantha Stosur (1)           | Cara Black Rennae Stubbs                       | 6–2, 6–4                                       |
| 2006         | Květa Peschke Francesca Schiavone              | Iveta Benešová Galina Voskoboeva               | 6–4, 6(4)–7, 6–1                               |
| 2007         | Cara Black Liezel Huber                        | Viktoryja Azaranka Tat'jana Puček              | 4–6, 6–1, [10–7]                               |
| 2008         | Nadia Petrova (2) Katarina Srebotnik (2)       | Cara Black Liezel Huber                        | 6–4, 6–4                                       |
| ↓Premier↓    |                                                |                                                |                                                |
| 2009         | Marija Kirilenko Nadia Petrova (3)             | Marija Kondrat'eva Klára Zakopalová            | 6–2, 6–2                                       |
| 2010         | Gisela Dulko Flavia Pennetta (1)               | Sara Errani María José Martínez Sánchez        | 6–3, 2–6, [10–6]                               |
| 2011         | Vania King Jaroslava Švedova                   | Anastasija Rodionova Galina Voskoboeva         | 7–6(3), 6–3                                    |
| 2012         | Ekaterina Makarova Elena Vesnina (1)           | Marija Kirilenko Nadia Petrova                 | 6–3, 1–6, [10–8]                               |
| 2013         | Svetlana Kuznecova Samantha Stosur (2)         | Alla Kudrjavceva Anastasija Rodionova          | 6–1, 1–6, [10–8]                               |
| 2014         | Martina Hingis (2) Flavia Pennetta (2)         | Caroline Garcia Arantxa Parra Santonja         | 6–3, 7–5                                       |
| 2015         | Dar'ja Kasatkina Elena Vesnina (2)             | Irina-Camelia Begu Monica Niculescu            | 6–3, 6(7)–7, [10–5]                            |
| 2016         | Andrea Hlaváčková (1) Lucie Hradecká           | Daria Gavrilova Daria Kasatkina                | 4–6, 6–0, [10–7]                               |
| 2017         | Tímea Babos' Andrea Hlaváčková (2)             | Nicole Melichar Anna Smith                     | 6–2, 3–6, [10–3]                               |
| 2018         | Alexandra Panova Laura Siegemund               | Darija Jurak Raluca Olaru                      | 6–2, 7–6(2)                                    |
| 2019         | Shūko Aoyama Ena Shibahara                     | Kirsten Flipkens Bethanie Mattek-Sands         | 6–2, 6–1                                       |
| 2020         | Annullato per la pandemia di Coronavirus       | Annullato per la pandemia di Coronavirus       | Annullato per la pandemia di Coronavirus       |
| ↓ WTA 500 ↓  |                                                |                                                |                                                |
| 2021         | Jeļena Ostapenko Kateřina Siniaková            | Nadežda Kičenok Ioana Raluca Olaru             | 6–2, 4–6, [10–8]                               |
| 2022- 2024   | Cancellato per l' invasione russa dell'Ucraina | Cancellato per l' invasione russa dell'Ucraina | Cancellato per l' invasione russa dell'Ucraina |